# Chinesische Literatur

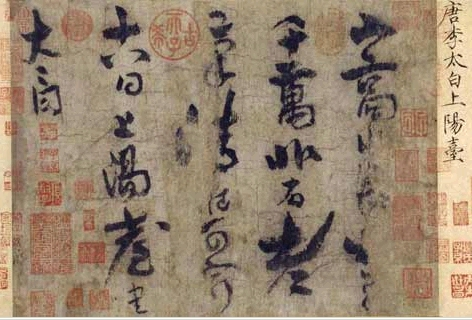
Gedicht und Kalligraphie von Lǐ Bái (8. Jahrhundert)

Chinesische Literatur bezeichnet das in chinesischer Sprache geschriebene und veröffentlichte Schrifttum. Nicht dazu gehören insbesondere anderssprachige Werke der in der Volksrepublik China lebenden nationalen Minderheiten, sehr wohl aber im Ausland publizierte chinesische Texte. Wie Literatur in nahezu allen Kulturen war und ist die chinesische Literatur nicht nur eine Reflexion der jeweiligen Gesellschaft und des Lebens, sondern auch oft selbst ein Politikum. Exzellente Lese- und Schreibfähigkeiten und Beredsamkeit führten oft zu hohem Beamtenstatus. Diese Position erlaubte meist auch, aktiv zur Entwicklung der chinesischen Philosophie beizutragen. Auch einige Kaiser betätigten sich erfolgreich als Dichter und Literaten.
Mit der Sprache hat sich im Lauf der Zeit auch die Literatur gewandelt. Nicht nur die Wortwendungen oder Satzstrukturen haben sich geändert, sondern auch die Aussprache. So ist zum Beispiel zu erklären, warum sich die Gedichte aus der Zeit vor der Qin-Dynastie mit einer modernen chinesischen Lesung heute nicht mehr reimen. Gerade wegen der Dichtung lassen sich aber klassisch- oder antikchinesische Aussprachen wieder anhand der Dichtungsregeln rekonstruieren.
Die chinesische Literatur übte auch einen Einfluss auf die umgebenden Regionen aus, vor allem auf die Literaturen Koreas, Japans und Vietnams. Zugleich hat sie auch immer wieder Einflüsse von außen in sich aufgenommen. Viele bedeutende Literaten wie Li Bai waren außerhalb von China geboren. Einen wesentlichen Impuls verdankte sie u. a. dem Kontakt mit westlichen Völkern über die Seidenstraße sowie mit Völkern aus dem Süden.

## Die Anfänge
Aus der Shang-Dynastie stammen Inschriften auf Orakelknochen. Die ersten chinesischen Schriftdokumente, die als Literatur im eigentlichen Sinn bezeichnet werden können, stammen aus der Zhou-Dynastie. An deren Ende war bereits eine Vielzahl von Werken entstanden, von philosophischen Abhandlungen über Geschichtsbücher bis zu Gedichtsammlungen. Einige dieser Texte stammen wahrscheinlich aus noch früheren Zeiten und geben uns einen flüchtigen Blick in jene dunklen Zeiten.
Zu den wichtigsten Philosophen, deren Texte auch literarischen Wert besitzen, zählen unter anderem Konfuzius (孔子, Kǒngzi, „Meister Kong“), Laotse (老子, Lǎozi, „Meister Lao“, Verfasser des Tao Te King, 道德經), Zhuangzi (莊子, Zhuāngzi, „Meister Zhuang“), Mengzi (孟子, Mèngzi, lat. Mencius, „Meister Meng“) und Mozi (墨子, Mòzi). Auch das Werk von Sunzi (孫子, Sūnzi), Die Kunst des Krieges (孫子兵法, Sunzi bingfa) ist nicht nur ein Handbuch für Militärführer, sondern besitzt zugleich auch einen hohen literarischen Wert.
Den größten Einfluss übten die Werke von Konfuzius aus, allein schon wegen der staatsreligionsartigen Stellung, auf die der Konfuzianismus während der Han-Zeit gehoben wurde. Nicht zu Unrecht können die Werke um ihn und die Ru 儒-Schule als politische Handbücher zur korrekten Staatsführung verstanden werden. Seine Werke wurden in der Song-Dynastie zusammen mit anderen konfuzianischen Werken in den Fünf Klassikern und Vier Büchern zusammengefasst. Bei den Fünf Klassikern handelt es sich dabei um Textsammlungen der Zhou-Zeit oder sogar davor. Hier ist vor allem das Shi Jing, das chinesische Buch der Lieder, hervorzuheben, in dem Lieder jener Zeit gesammelt wurden. Es beginnt mit den Liedern, die bei religiösen Riten im Königshaus gesungen wurden und endet mit Volksliedern aus den Fürstenstaaten. Alle Lieder haben pro Zeile genau vier Schriftzeichen. Besonders die Volkslieder werden gelegentlich auch heute noch zitiert.
Eine einzigartige Stellung erlangt der Dichter Qu Yuan (屈原) mit seinen Chuci oder Elegien aus Chu (楚辭, zusammengestellt im 2. Jahrhundert n. Chr.), die sich durch ihre langen, relativ freien und emotionsgeladenen Gedichte auszeichnen.

## Han-Dynastie (206 v. Chr. – 220 n. Chr.)
Das Buch Aufzeichnungen eines Großhistorikers (史記, Shĭ Jì) des Sima Qian (司馬遷) ist nicht nur ein bedeutendes Werk der chinesischen Geschichtsschreibung, zugleich ist es auch ein literarisch sehr hochstehendes Werk, das heute noch in den chinesischen Schulbüchern für klassisches Chinesisch zitiert wird.
Während der Han-Zeit haben sich die Gedichtformen weiterentwickelt, wobei zwei Traditionen entstanden. Die eine Tradition folgte dem Stil der ungebundenen Lyrik von Qu Yuan und wird Fu (賦, Fù) genannt. Auch in der Stimmung (Trauer oder Unmutsäußerungen) ahmte diese Tradition das Vorbild Qu Yuans nach. Die andere Tradition entwickelte sich aus den sehr strengen prosodischen Regeln folgenden Gedichten des Buches der Lieder. Besonderer Beliebtheit erfreuten sich hier Gedichte mit fünf oder sieben Silben pro Verszeile (五言古詩, Wuyan Gushi, bzw. 七言古詩, Qiyan Gushi), die zu den „Gedichten im Alten Stil“ (古詩, Gushi) gezählt werden. Diese beiden Versmaße sollten sich in weiterentwickelter Form (近體詩, Jintishi oder „Gedichte im Neueren Stil“) besonders während der Tang-Dynastie entfalten. Die Han-Kaiser hatten sich auch bemüht, Volkslieder (樂府, Yuefu) aus allen Teilen des Reiches zusammenzutragen.
Eine andere große Gattung der Literatur war die Prosa. Die meisten dieser Texte äußerten sich zu einem bestimmten politischen Thema oder gaben Ratschläge für den Kaiser. Nach der heutigen Interpretation können sie zur Gattung der politischen chinesischen Essays gezählt werden.

## Die Zeit zwischen Han und Tang (220–618)

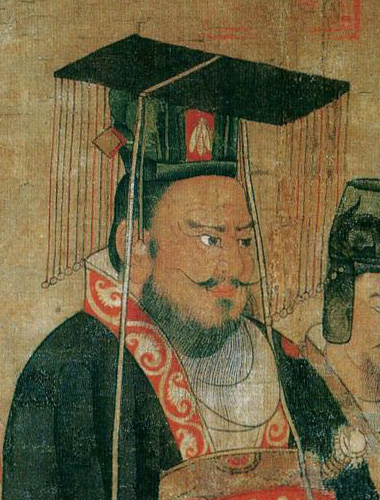
Cao Pi, Detail aus der Dreizehn-Kaiser-Rolle, 7. Jahrhundert

Zum Ende der Östlichen Han-Dynastie erreichte die pentasyllabische Gedichtform (fünf Schriftzeichen pro Zeile) ihren Höhenpunkt. Selbst Staatsmänner wie Cao Cao und dessen Söhne Cao Pi und Cao Zhi schrieben Werke in dieser Gedichtform und erreichten ein hohes Niveau darin. Die Dichterin Cai Wenji, die zur gleichen Zeit lebte, schrieb in dieser Form ein langes Gedicht über ihre Erlebnisse in der Gefangenschaft der Xiongnu, das eine Länge von über hundert Zeilen erreichte. Auch Volkslieder bedienten sich dieser Gedichtform. Das bekannteste Beispiel ist das Gedicht Mulan Ci (木蘭辭), welches die Geschichte der jungen Frau Hua Mulan erzählte, die an Stelle ihres Vaters zur Armee ging und gegen die Hunnen kämpfte. Durch die (den Handlungsverlauf allerdings stark verändernde) Disney-Verfilmung ist die Geschichte auch in der westlichen Hemisphäre bekannt geworden. Alles in allem ist die literarische Produktion während der Unruhezeiten zwischen Han- und Tang-Dynastie im Vergleich zu den Epochen davor und danach etwas dünn gesät.

## Tang-Dynastie (618–907)
Die Tang-Dynastie gilt von jeher als der Gipfel der chinesischen Kaiserzeit, so ist es auch nicht weiter verwunderlich, dass aus dieser Zeit zahlreiche literarische Werke bis heute überdauert haben. Der gesellschaftliche Reichtum, die soziale Sicherheit und eine ungewöhnliche politische Meinungsfreiheit besonders zu Anfang der Tang-Zeit haben ein Feuerwerk literarischen Schaffens hervorgebracht.

### Lyrik
Besondere Blüte erlebten die penta- und heptasyllabischen Gedichtformen, vor allem das Lüshi (律詩, „regelmäßiger Achtzeiler“) und das Jueju (絕句, „Vierzeiler“). Ein in der Qing-Dynastie zusammengetragener Gedichtband Alle Tang-Gedichte (全唐詩) enthält über 48.900 Gedichte von über 2200 Dichtern. Herausragende Vertreter dieser Epoche sind die drei Dichter Li Bai (李白), Du Fu (杜甫) und Bai Juyi (白居易).

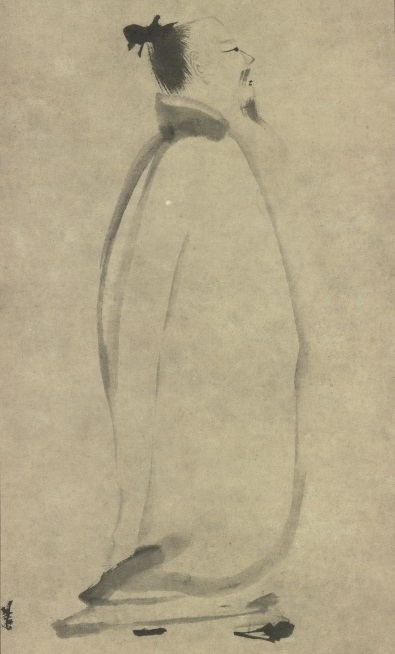
Lǐ Bái, Tuschmalerei von Liáng Kǎi

Li Bai, der in der Blütezeit der Tang-Herrschaft lebte, wurde schon zu Lebzeiten als ein Genie gefeiert und war ein gerngesehener Gast in der gehobenen Gesellschaft (einschließlich des Kaiserhofs). Sein ungezügelter und undisziplinierter Lebensstil versperrte ihm den Zugang zu einer Beamtenlaufbahn. Dafür wanderte er durch das ganze Reich und besang das Land und die Menschen in seinen Gedichten. Obwohl diese sehr exakten Silbenzahlvorgaben und Betonungsschemata folgen, wirken sie ungekünstelt und sind durchdrungen von Li Bais Freiheitsdrang, manchmal erahnt man auch einen gewissen Hochmut in seinen Zeilen. Li Bai genießt in China bis heute den Status eines „Heiligen der Dichtung“. Du Fus Lebenszeit überschneidet sich zum Teil mit derjenigen Li Bais. Du Fu erlebte, wie die Tang-Dynastie durch die An Lushan-Rebellion und die nachfolgenden Kriege schwer geschwächt wurde. Er schilderte in seinen Gedichten das reale Leben der Menschen jener Zeit. Viele seiner Gedichte haben sich von den Einschränkungen des vier- oder achtzeiligen Versmaßes befreit, sie sind lange Erzählgedichte. Zudem sind sie in einer allgemeinverständlichen Sprache geschrieben. Bai Juyi lebte gegen Ende der Tang-Zeit. Auch er schrieb längere Gedichte, die freier wirken als die Gedichte aus früheren Zeiten.
Eine literarische Strömung der Tang-Zeit ist die Antike-Sprache-Bewegung (古文運動). Die Vertreter dieser Bewegung propagierten die Rückbesinnung auf die ungeschmückte, knappere und sachlichere Sprache der Han- und Vor-Han-Zeit. Sie wandten sich gegen den gekünstelten Sprachgebrauch, der seit der Zeit der Zeit der Nord- und Süd-Dynastien in China seine Blüten trieb. Viele Literaten dieser Bewegung sind hervorragende Essayisten. Besonders berühmte Vertreter dieser Strömung sind Han Yu (韓愈) und Liu Zongyuan (柳宗元). Es hat in der chinesischen Geschichte mehrfach Strömungen gegeben, deren Schlachtruf eine Rückführung auf eine frühere, einfachere und konzisere Sprache war. Die Antike-Sprache-Bewegung der Tang-Zeit war die erste und auch eine der nachhaltigsten.

### Tang-Novelle
Die Novellen der Tang-Dynastie sind von vergleichsweise komplexer Erzählstruktur und werden traditionell in vier Gruppen unterschieden, nämlich in Liebesgeschichten, historische Geschichten, Heldenerzählungen und phantastische Geschichten.
Bekannt geworden ist die Epoche indes hauptsächlich für ihre phantastischen Novellen, die üblicherweise als Chuanqi (傳奇, wörtlich „Überlieferungen von seltsamen Ereignissen“) bezeichnet werden. Sie spielen zwar mit in der realen Welt der Tang-Zeit und nehmen häufig Bezug auf bekannte Örtlichkeiten insbesondere in der Hauptstadt Chang’an, bringen den Protagonisten aber häufig in Kontakt mit übersinnlichen oder phantastischen Welten. Zu nennen ist insbesondere Die Geschichte vom Gouverneur des Südbezirks (南柯太守傳, Nánkē tàishǒu zhuàn) von Li Gongzuo (李公佐), in der der Erzähler in einem Traumerlebnis in einem Ameisenhaufen einen vollendeten Staat vorfindet. In Fräulein Ren (任氏傳, Rènshì zhuàn) von Shen Jiji (沈既濟) aus dem Jahre 781 wird von der Begegnung eines jungen Mannes mit einem weiblichen Fuchsgeist berichtet.
Als Beispiel für eine historische Novelle sei Du Guangtings (杜光庭; 850–933) Der Alte mit dem lockigen Bart (虯髯客傳, Qiuranke zhuan) genannt, die den Gründer der Sui-Dynastie, Kaiser Wen, glorifiziert. Zu den bekanntesten Liebesgeschichten der Epoche gehört Leben des Fräulein Li (李娃傳, Lǐ Wá zhuàn), die von der Liebe eines jungen Gelehrten zu einer liederlichen, am Ende aber geläuterten Kurtisane handelt.
Es existieren auch umfangreiche Novellensammlungen; zu nennen sind insbesondere die Berichte von Geheimnisvollem und Außergewöhnlichem (玄怪錄, Xuanguai lu) von Niu Sengru (牛僧孺; 780–848), die Berichte aus dem Palastgemach (宣室志, Xuanshi Zhi) von Zhang Du (張讀; 834 [?] – 882) sowie die Sammlung von Unerhörtem (异闻集, Yiwen Ji) des Chen Han (陈翰).

## Song-Dynastie (etwa 960–1279)
Die Song-Dynastie ist zwar in der chinesischen Geschichte eine relativ schwache, und auch recht instabile Dynastie, nichtsdestoweniger war sie eine Glanzzeit der chinesischen klassischen Kunst, wahrscheinlich auch begünstigt durch die starke Förderung der Song-Kaiser. So war zum Beispiel Kaiser Huizong von Song selbst ein begabter Maler und Kalligraph und hatte viele Künstler zu hohen Beamten bestellt, die allerdings alle in ihren Ämtern versagten und so das Schicksal der Nördlichen Song-Dynastie besiegelten.
Die Blüte der Lyrik in der Tang-Dynastie setzte sich in der Song-Zeit zwar fort, doch wurde großteils an die Vorbilder der verflossenen Ära angeknüpft. Viele Dichter bekannten sich ausdrücklich zu einer bestimmten, den Namen des historischen Vorbilds tragenden „Schulen“. Durch einfache Sprache und sozialkritische Züge zeichnet sich etwa der sogenannte Bái Jūyì-Stil (nach Bái Jūyì, 白居易; 772–846) aus, als dessen wichtigster Vertreter Wáng Yǔchēng (王禹偁; 954–1001) gilt. Den blumig-sentimentalen Stil des Tang-Dichters Lǐ Shāngyǐn (李商隱; 813–858) ahmte hingegen die von Yang Yi (楊億; 974–1020) angeführte Xikun-Schule (西崑) nach. Ihren Namen verdankt sie einer nach dem Xikun-Gebirge benannten songzeitlichen Gedichtanthologie. Die Changli-Schule (昌黎) indes geht auf den Studionamen (號, hào) des von ihr verehrten Tang-Dichters Hán Yù (韓愈; 768–824) zurück. Sie gilt gemeinhin als Reaktion auf die ältere Song-Lyrik, insbesondere die Xikun-Tradition. Bekanntester Vertreter war Ōuyáng Xiū (歐陽修; 1007–1072). In der südlichen Song-Zeit kam schließlich noch die nach der Heimatprovinz ihres geistigen Hauptes Huáng Tíngjiān (黄庭堅; 1045–1105) benannte Jiangxi-Schule (江西) dazu, die insbesondere stimmungsvolle Naturlyrik hervorgebracht hat.
Überragende Dichtergestalt der Song-Zeit war indes Sū Dōngpō (蘇東坡; 1037–1101). Anders als viele seiner Kollegen stand er bereits zu Lebzeiten allgemein in hohem Ansehen. Er betätigte sich auf nahezu allen Feldern klassisch-chinesischer Poesie und schrieb Ci-Lieder (詞) und Rhapsodien (Fu, 賦) ebenso wie alle Arten von Gedichten im alten und neuen Stil (Shi-Dichtung, 詩). Berühmt geworden ist insbesondere sein Ode von der Fahrt zur Roten Wand (前赤壁賦, Qián Chìbì Fù).
Eine selbständigere Entwicklung erlebte das Ci-Gedicht. Im Gegensatz zu der Poesieform der Tang-Zeit besitzen die Ci unterschiedliche Satzlängen und sind somit freier und emotionaler. Ci waren ursprünglich Volkslieder, die später von den Literaten aufgenommen wurden. Sie wurden zur Song-Zeit noch gesungen. Als Vertreter dieser Gedichtsform sind unter anderem Sū Dōngpō, Lǐ Qīngzhào (李清照; 1084–1151) und Xīn Qìjí (辛棄疾; 1140–1207) zu nennen. In eine spätere Gedichtssammlung mit dem Namen Alle Ci-Gedichte der Song-Zeit (全宋詞, Quán Sòng-Cí) wurden fast 20.000 Gedichte von über 1300 Dichtern und Dichterinnen aufgenommen.
In Mode kamen in der Song-Zeit auch die sogenannten Pinselnotizen (筆記, Bǐjì), meist kurze Prosastücke essayistischen Inhalts, die oft in Sammlungen herausgegeben wurden und heute als wertvolle kulturgeschichtliche Quellen geschätzt werden. Anekdoten, Tagebücher, Reiseberichte finden sich darunter, aber auch Abenteuer- und Geistergeschichten, Witze, Rätsel und Kleinprosa jeglicher Art. Ältestes Werk dieser Art sind die Pinselnotizen des Song Jingwen (宋景文公筆記, Sòng Jǐngwén Gōng Bǐjì) des Sòng Qí (宋祁; 998–1061).
Schließlich kamen in der Song-Zeit auch andere Literaturformen auf, die in den späteren Epochen weiterentwickelt wurden, so sind zum Beispiel die Urformen der späteren Romane Geschichte der drei Reiche und Die Reise nach dem Westen in dieser Zeit entstanden. Auch Theateraufführungen sind dokumentiert, die sich in den späteren Epochen zu den heutigen chinesischen Opern in ihren jeweiligen regionalen Prägungen weiterentwickelten.

## Yuan-Dynastie (1261–1368)
Während der Yuan-Dynastie erreichte das bereits während der Song-Zeit entstandene Theater einen Höhepunkt. Von den über 600 namentlich bekannten Werken sind bis heute mehr als 160 überliefert, einige davon sind immer noch sehr beliebt und gehören weiterhin zum oft aufgeführten Repertoire der traditionellen Theater. Einer der produktivsten Dramatiker dieser Zeit war Guan Hanqing (Kuan Han-ch'ing, ca. 1210–1298).
Die Herrschaft der Mongolen hat auch zu einer kulturellen Vermischung geführt, so entstanden zu dieser Zeit zahlreiche Heldenepen, deren Protagonisten beispielsweise tibetischer oder mongolischer Abstammung waren.

## Ming-Dynastie (1368–1644)
Während der Ming-Dynastie erlebten die klassischen chinesischen Romane ihre Blütezeit. Außer Der Traum der Roten Kammer entstanden die meisten bedeutenden klassischen Romane zu dieser Zeit, darunter die vier klassischen Romane Geschichte der drei Reiche, Die Räuber vom Liang-Schan-Moor, Jin Ping Mei und Die Reise nach Westen.
- Die Geschichte der drei Reiche basiert auf der historischen Zeit der drei Reiche, wobei der Autor der späteren Fassung sich die Freiheit nahm, auch eigene Fantasien und dramaturgische Elemente einzubauen. Im Roman wird die Shu Han als das „gute“ Reich und die Wei-Dynastie als das „böse“ Reich dargestellt. Diese Darstellung prägt bis heute das volkstümliche Bild jener Epoche.
- Auch Die Räuber vom Liang-Schan-Moor basiert auf einer historischen Gegebenheit. Es handelt von einer Gruppe von Räubern, die sich während der Song-Dynastie auf dem Liang-Shan-Moor in Shandong zusammengerauft hatten. Ähnlich wie Robin Hood hatten sie korrupten Beamten den Kampf angesagt.
- Jin Ping Mei (Schlehenblüten in goldener Vase) liefert ein Kultur- und Sittengemälde des Chinas der Song-Dynastie. Der Roman besticht vor allem durch die sehr freizügige Beschreibung der Sexualität und ist bis heute in seiner unzensierten Version in der Volksrepublik China verboten.
- Die Reise nach Westen ist eine fantastische Geschichte, die auf der historischen Reise eines buddhistischen Mönches basiert, der nach Indien ging, um buddhistische Sutras nach China zu bringen. Beschützt von drei magischen Schülern, deren berühmtester der Affenkönig ist (und von dem das Buch auch in weiten Teilen handelt), muss der Mönch insgesamt 81 gefährliche Abenteuer erleben, bis er die Sutras nach China bringen kann und dann persönlich von Buddha empfangen wird. Die Reise nach Westen liefert bis heute Inspirationen, zum Beispiel auch für japanische Mangas (vgl. Dragonball).

Aber auch die Kleinprosa erlebte eine Blüte. Bereits 1378 etwa veröffentlichte Qu You seine hochsprachlichen Jiangdeng xinhua (Neue Gespräche beim Putzen der Lampe). Gegen Ende der Dynastie setzten sich indes zunehmend umgangssprachliche Werke (Huaben 話本) durch: Feng Menglongs Werk Sanyan (Drei Gespräche) von 1620–1627 umfasst drei Sammlungen namens Yushi Mingyan (Klare Worte, um die Welt zu erhellen), Jingshi Tongyan (Durchgreifende Worte zur Aufmunterung der Welt) und Xingshi Hengyan (Eindringliche Worte zur Ernüchterung der Welt). Bekannt geworden ist auch die Novellensammlung Pai'an Jingqi (Auf den Tisch schlagen vor Staunen über das Ungewöhnliche) des Ling Mengchu von 1628/1632.
Auch das Theaterwesen wurde weiterentwickelt; es entstanden regional unterschiedliche Aufführungsformen.
Während der Ming-Dynastie erlebte China eine erneute Renaissance der antiken Gedichtformen. Die Wirkung dieser späteren Bewegung blieb jedoch beschränkt.

## Qing-Dynastie (1644–1911)

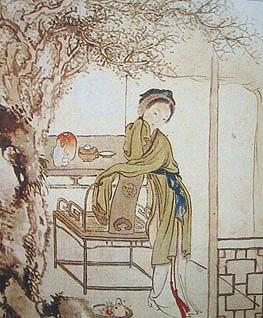
Szene aus dem Roman Der Traum der Roten Kammer, Darstellung von Xu Bao, 1810

Die Qing-Dynastie ist die letzte Kaiserdynastie in der chinesischen Geschichte und zugleich auch die langandauerndste Dynastie, die nicht von Han-Chinesen gebildet wird. Um ihre Herrschaft zu festigen, wurden besonders am Anfang der Dynastie Intellektuelle stark verfolgt. Zudem wurden durch die Einführung einer stark formalisierten und streng konfuzianischen Form des Staatsexamens die Ausbildung der zukünftigen Beamten in ein enges intellektuelles Korsett gezwängt. Diese Politik führte dazu, dass literarische Innovationen und neue philosophische Theorien während der Qing-Zeit selten waren. Eine nennenswerte Ausnahme bildet der Roman Der Traum der Roten Kammer. Die detailreiche Beschreibung des Untergangs einer Oberschichtfamilie lieferte reichlich Einsichten in das Leben, die Sitten und die Situation jener Zeit. Eine Satire auf das Beamten- und Prüfungswesen der Epoche stellt Wu Jingzis Roman Die inoffizielle Geschichte des Gelehrtenwalds von 1749 dar.
Als Erzähler der kleinen Prosa-Form trat insbesondere Pú Sōnglíng (蒲松齡; 1640–1715) mit seiner berühmten Sammlung Liaozhai Zhiyi (chinesisch 聊齋誌異, Pinyin Liáozhāi zhìyì – „Seltsame Geschichten aus einem Gelehrtenzimmer“) hervor.
Erst zu Ende der Qing-Dynastie entstanden – begünstigt durch den Kontakt mit der westlichen Kultur – vor allem in der freien Atmosphäre der offenen Handelsstädte wie Kanton und Shanghai neue literarische Impulse. Ein Meisterwerk dieser Spätzeit ist der in Wu geschriebene Roman Lebensbeschreibungen der Blumen am See (海上花列傳, Die Blumen von Shanghai) aus dem Jahr 1892 von Han Bangqing (ins Mandarin und ins Englische übersetzt von Eileen Chang).

## Moderne
Die moderne chinesische Literatur begann im 20. Jahrhundert. Die Hinwendung zur Alltagssprache auf Kosten der dem Volk kaum noch verständlichen klassischen Sprache ging einher mit dem tiefen gesellschaftlichen Schnitt, verursacht durch den Übergang von der Kaiserdynastie zur Republik. Viele westliche Formen wurden mit großem Erfolg adaptiert und in die chinesische Literatur eingefügt. Meilensteine setzten insofern das Manifest des Hu Shi von 1916 sowie die sog. Vierter-Mai-Bewegung, die sich beide die Überwindung des traditionell-Konfuzianischen und eine Modernisierung der chinesischen Kultur auf die Fahnen geschrieben hatten. So versuchten sie auch die Literatur der sogenannten Mandarinenten und Schmetterlinge zu bekämpfen, obwohl die Werke dieser Gruppe zu der am meisten gelesenen Literatur ihrer Zeit zählte.

### Prosa
Als Begründer der modernen chinesischen Prosa gilt der Arzt Lǔ Xùn (鲁迅; 1881–1936). Nach dem Untergang der maroden Qing-Dynastie trat er in seinen Erzählungen und Essays für eine geistige Neuausrichtung des chinesischen Volkes und die Überwindung traditioneller Bevormundungen ein. Obwohl ihn seine Schriften in den dreißiger Jahren häufig in Konflikt mit den Kommunisten brachten, wurde er nach seinem Tod von der nunmehr an die Macht gekommenen Kommunistischen Partei Chinas für ihre Zwecke instrumentalisiert. Sein berühmtestes Werk ist Applaus (吶喊, Nàhǎn).

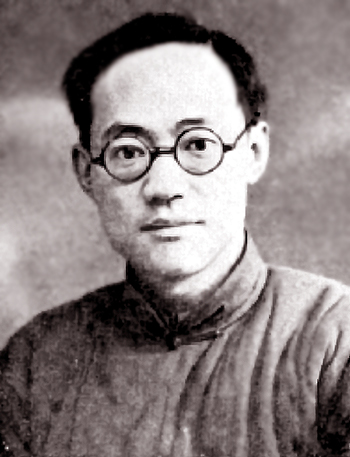
Ba Jin, 1938

Der Mandschure Lǎo Shě (老舍; 1899–1966) ist vor allem durch seinen Roman Rikschakuli (駱駝祥子, Luòtuo Xiángzi) und das Drama Das Teehaus (茶館; Cháguǎn) bekannt geworden.
Zu den politischsten unter den Schriftstellern der chinesischen Moderne zählt der ursprünglich aus dem Journalismus kommende Máo Dùn (茅盾; 1896–1981). Er war nicht nur 1921 an der Gründung der KPCh beteiligt, sondern arbeitete später auch als Maos Privatsekretär sowie schließlich als Kultusminister. Seine Hauptwerke sind die Romane Seidenraupen im Frühling (Chūnchiji; 春蚕) und Shanghai im Zwielicht (Zǐyè; 子夜).
Bā Jīn  (巴金; 1904–2005) schließlich verdankt seine literarische Bedeutung seinem breiten Romanwerk, etwa den Trilogien Liebe (Aìqíng; 爱情) von 1936 und Heftige Strömung (Jīliú; 激流) von 1940, aber auch seinem Wirken als Übersetzer ausländischer Literatur und als Vorkämpfer der Esperanto-Bewegung in China.

### Lyrik
Auch im Bereich der Lyrik streifte die chinesische Literatur infolge des Manifests des Hú Shì von 1916 sowie der sogenannten Bewegung des 4. Mai traditionelle Bindungen ab. So überwinden moderne chinesische Gedichte (新詩, „Freivers“) etwa die strengen formalen Vorgaben des Jintishi und folgen meist keinem bestimmten Muster mehr.
Inhaltlich lassen sich starke Einflüsse der europäischen Lyrik feststellen, wofür insbesondere die aus England, Frankreich und Deutschland zurückgekehrten Dichter verantwortlich zeichnen. So knüpft etwa Xu Zhimo in seinen romantischen Dichtungen an die Schöpfungen der englischen Dichter Keats und Shelley an.
Berühmte chinesische Dichter der Zeit zwischen dem Sturz der Monarchie und der Gründung der Volksrepublik sind etwa Hú Shì (胡适/胡適; 1891–1962), Kāng Báiqíng (康白情, 1896–1959) sowie Frau Bīng Xīn (冰心; 1900–1999). Erhebliches auf dem Gebiet der Lyrik hat auch der universell begabte Guō Mòruò (郭沫若; 1892–1978) geleistet.

## Volksrepublik China
Nach Gründung der Volksrepublik China 1949 befand sich die chinesische Literatur fest im Griff der offiziellen Parteipolitik: Nach einem Wort Mao Zedongs hatte sie „den Massen zu dienen“ und „den Standpunkt der Massen einzunehmen“. Maßgeblich waren insofern die sog. Yan’an-Richtlinien. Der politische Wind wehte, insbesondere während verschiedener Kampagnen restriktiver dazwischen liberaler. Bedeutende Schriftsteller wie Hú Fēng (胡風; 1902–1985) und Dīng Líng (丁玲; 1904–1986) sahen sich massiven staatlichen Repressionen und Kampagnen ausgesetzt. Wohlwollen genossen indes Autoren, die sich sozialistischer Propagandathemen wie des Klassenkampfes, des Kollektivierungsprozesses in der Landwirtschaft oder des Fortschritts der Industrialisierung annahmen. Zu nennen sind etwa Zhào Shùlǐ (趙樹理; 1906–1970), der durch den Roman Lijia zhuangde banjian („Veränderungen im Dorf der Familie Li“) von 1946 bekannt geworden war, Aì Wú (艾芜; 1904–1992), der in seinem Werk Bailian chenggang („Hundertfach gestählt“) aus dem Jahr 1958 die Schönheit der industriellen Produktion glorifiziert, oder Du Pengchéng (排舫程; 1921–1991), der die Herausforderungen beim Bahnlinienbau schildert. Daneben wurde in großem Maße künstlerisch Zweitrangiges gefördert, wie etwa harmlose volkstümliche Geschichten in epigonenhaft-traditionellem Stil oder auch Tanzgesänge im Stil der Yangge-Oper.
Während der sogenannten Kulturrevolution (ca. 1966–1976) kam die schriftstellerische Produktion weitgehend zum Erliegen, es waren nur wenige ideologische Modellstücke erlaubt, teils wurden Schriftsteller Opfer von Kampagnen. Ähnlich wie im Bereich der Malerei brachte die politische Öffnung Chinas ab 1979 auch für die Literatur eine gewisse Liberalisierung mit sich. Die sogenannten Narbenliteratur (伤痕文学, shānghén wénxué) etwa thematisierte die teilweise traumatischen Erfahrungen weiter Bevölkerungskreise in den Zeiten der Kulturrevolution. Zentrale Werke des Genres sind u. a. die Erzählung Banzhuren („Der Klassenlehrer“) von Liú Xīnwǔ (刘心武; * 1942), Shanghen („Wunden“) von Lú Xīnhúa (卢新华; * 1954) oder Feng („Roter Ahorn“) von Zhèng Yì (郑义; * 1947).
Auf die Wundenliteratur folgte dann die stärker den Problemen des täglichen Lebens der Gegenwart zugewandte „Literatur der neuen Periode“. Behandelt werden hier etwa Themen wie die Bürokratie, die Gleichberechtigung der Frau, oder der Reformbedarf in der Industrie. Bekannte Vertreter sind u. a. Jiǎng Zǐlóng (蒋子龍; * 1941) sowie die Autorin Shén Róng (諶容; * 1950). Wáng Méng (王蒙; *1934) ist dabei ein Schriftsteller, der nach der politischen Öffnung in der Volksrepublik China als erster auch mit neuen Formen in der Erzähltechnik experimentierte. In seiner Kurzgeschichte „Das Auge der Nacht“ hatte er es sich zum Ziel gesetzt, den westlichen stream of consciousness zu imitieren, wie er explizit in seiner Absichtserklärung angibt. Ein besonders wichtiges Genre in Bezug auf Geschichte und politischen Diskurs ist in der VR China die Reportageliteratur. Daneben entstand eine umfangreiche, den Bedürfnissen der breiten Massen entgegenkommende Heimat- und Trivialliteratur.
Die Hooligan-Literatur (痞子文学, pǐzi wénxué) der 1980er Jahre beschrieb das Leben herumgammelnder Jugend-Cliquen, die sich prinzipiell über alle Regeln hinwegsetzen. Insbesondere die Werke von Wang Shuo sind in China äußerst populär, nicht zuletzt aufgrund des für den Autor charakteristischen nonchalanten Schreibstils.
Einen Aufschwung erlebte die während der maoistischen Phase der Volksrepublik kaum mehr existente gehobene chinesische Lyrik. Genannt sei insbesondere die erhebliches Unbehagen an den gesellschaftlichen Verhältnissen zum Ausdruck bringende sogenannte Nebeldichtung (朦胧诗, ménglóngshī). Anfangs kursierte sie nur in Privatdrucken und obskuren halblegalen Zeitschriften. Das erste und wegweisende Gedicht dieser Stilrichtung wurde 1979 von Běi Dǎo (北岛; * 1949) verfasst und trug den Titel Die Antwort (回答, Huídá). Weitere bekannte Vertreter der Nebeldichtung sind etwa Gù Chéng (顾城; 1956–1993) und Shū Tíng (舒婷; * 1952).
Auch die moderne Literatur war phasenweise immer wieder erheblicher staatlicher Repression ausgesetzt, insbesondere etwa im Zuge der „Kampagne gegen geistige Verschmutzung“ (清除精神污染运动, qingchu jingshen wuran yundong) ab 1983 oder nach der Niederschlagung der Studentenproteste am Tian’anmen-Platz 1989.
Die heutige chinesische Literatur umfasst nicht nur die Werke von Schriftstellern oder Dichtern aus der Volksrepublik China, sondern auch Werke aus Taiwan sowie chinesische Werke aus Singapur, anderen südostasiatischen Ländern und Übersee. Dass bislang nur zwei Chinesen der Nobelpreis für Literatur (Gao Xingjian im Jahr 2000 und Mo Yan im Jahr 2012) verliehen wurde, belegt den noch immer begrenzten Austausch zwischen Ost und West.

## Gegenwartsliteratur
Nach Einschätzung Martin Woeslers präsentiert sich die chinesische Gegenwartsliteratur 2009, in dem China Gastland der Frankfurter Buchmesse war, nach einer starken Kommerzialisierungswelle seit den 1990er Jahren vor allem mit den Strömungen Kultliteratur, Vagabundenliteratur, Kritischer Surrealismus, Underground-Literatur, Sehnsuchtsliteratur mit Tibet-Exotik und einer großen Nostalgiewelle, Frauenliteratur und der Literatur des seelischen Notstands.

### Kultliteratur
In China gibt es um diese junge Autoren aus den Megastädten einen unvorstellbaren Rummel. Sie werden wie Popstars gefeiert. Guo Jingming (郭敬明; * 1983) etwa hat mit seinem Titel Tränen gegen den Strom (悲伤逆流成河) allein im Jahr 2007 11 Millionen Yuan eingenommen; damit stand er mit etwa 500.000 verkauften Büchern auf Platz 1.

### Kritischer Surrealismus
Sein streitlustiger, älterer Kollege Han Han (韩寒; * 1982), hat mit Tage des Ruhms (光荣日) einen gesellschaftskritischen, humorvollen Roman im Stile des magischen Realismus geschrieben, der aber aufgrund seines sarkastischen Untertons und seiner grotesken Elemente eher in den kritischen Surrealismus einzuordnen ist. Anfang 2009 stand er ebenfalls mit etwa 500.000 verkauften Exemplaren auf Platz 1 der Bestsellerlisten in China mit seinem neuen, ebenfalls beißend gesellschaftskritischen Roman Sein Land (他的国), in dem Materialismus und Heldenkult humorvoll auf die Schippe genommen werden. Han Han ist ebenfalls Kult und ebenso wie Guo Jingming ein Gesamtkunstwerk, unter anderem ist er ein erfolgreicher Rennfahrer und wurde vom Times Magazine vor allem wegen seines Blogs 2010 zum „zweiteinflussreichsten Mensch der Welt“ gekürt. Zu den surrealistisch-gesellschaftskritischen Romanen zählt auch die Tragikomödie Lenins Küsse (dt. 2015) von Yan Lianke (阎连科; * 1958).

### Vagabundenliteratur
In der Tradition der Vagabundenliteratur Wang Shuos schreibt Xu Zechen (徐则臣; * 1978) Im Laufschritt durch Peking (跑步穿过中关村). Diese Geschichte beschreibt hautnah das Leben von Pekinger Straßenhändlern, die mit gefälschten Dokumenten und DVD-Schwarzkopien handeln. In diese realistische Schreibweise passt auch der Roman Die Taschendiebe (我叫刘跃) von Liu Zhenyun (刘震云; * 1958), der 2008 auf Platz 1 der Bestsellerliste in China stand.

### Underground-Literatur
Prominenteste Vertreterin dieser Richtung, die das Shanghaier Nachtleben aus der Perspektive junger weiblicher Singles beschreibt, ist Mian Mian 棉棉, etwa mit Panda Sex (熊猫). Sie war die erste, die über Sex, Alkohol und andere Drogen schrieb und vorübergehend in China verboten wurde. Zusammen mit Wei Hui, Autorin von Shanghai Baby (1999), stand sie in der Kritik, weil ihr in einer landesweiten Debatte geringe literarische Qualität vorgeworfen wurde.

### Sehnsuchtsliteratur
Ein großes Publikum in China nutzt die Möglichkeit, sich mit Sehnsuchtsliteratur, häufig in Gestalt der in China besonders stark verbreiteten Online-Literatur, aus dem materialistischen Alltag in eine exotische, doch eigenartig vertraute Welt zurückzuziehen. Diese Strömung besteht aus den beiden Bereichen Tibet-Exotik, die oft esoterisch entrückt auch bei Nicht-Tibetern derzeit in China viele Anhänger findet, und Nostalgie. Die nostalgische Literatur blickt in die Geschichte zurück: so beispielsweise Yu Dans (于丹; * 1965) Konfuzius im Herzen (《论语》心得), Kommentare zum Roman Die drei Reiche von Yi Zhongtian (易中天; * 1947), der 2007 auf Platz 3 der Bestsellerliste stand, der historische Roman über die letzte Kaiserdynastie Der Qing-Premierminister von Wang Yuewen sowie Kriegstrommeln in Peking von Dou Liang.

### Frauenliteratur
Shanghai hat mit Zhang Ailing (1920–1995) seine eigene Literatur entwickelt, in diesem Fall eine autobiographische Frauenliteratur, die das Innenleben von Shanghaier Single-Frauen beschreibt. In ihrer Nachfolge schreiben Autorinnen wie Bi Shumin (毕淑敏) mit Frauenboxen (女儿拳) und Die Psychologin (女心理师).

### Meistererzähler
Neben den genannten teils sehr modernen Strömungen gibt es noch die Meistererzähler wie Mo Yan (莫言) mit seinem Roman Der Überdruß (生死疲勞) oder Yu Huas Brüder. Mo Yan gehört mit seinem historischen Roman Die Sandelholzstrafe eher in die Strömung der Literatur des seelischen Notstands.